# Tianyin
Tianyin (chinois : 天阴 ; pinyin : tiānyīn ; litt. « yin du ciel ») est un astérisme de l'astronomie chinoise rattaché à la loge lunaire Mao. Ses onze étoiles se partagent entre la constellation du Bélier et celle du Taureau.

## Étoiles
L'astérisme se compose d'un groupe d'étoiles numérotées de 1 à 5 :
- Tianyin 1 : une étoile de la constellation du Taureau citée dans les archives de la dynastie Qing,
- Tianyin 2 : Zeta Arietis,
- Tianyin 3 : Tau2 Arietis,
- Tianyin 4 : Delta Arietis,
- Tianyin 5 : autre étoile de la constellation du Taureau citée dans les archives de la dynastie Qing ;

auxquelles s'ajoutent six étoiles supplémentaires correspondant à
54 Arietis,
64 Arietis,
13 Tauri (zh),
14 Tauri (zh),
HIP 14649 (zh) et
Delta Arietis[à vérifier].